# 인천승학초등학교

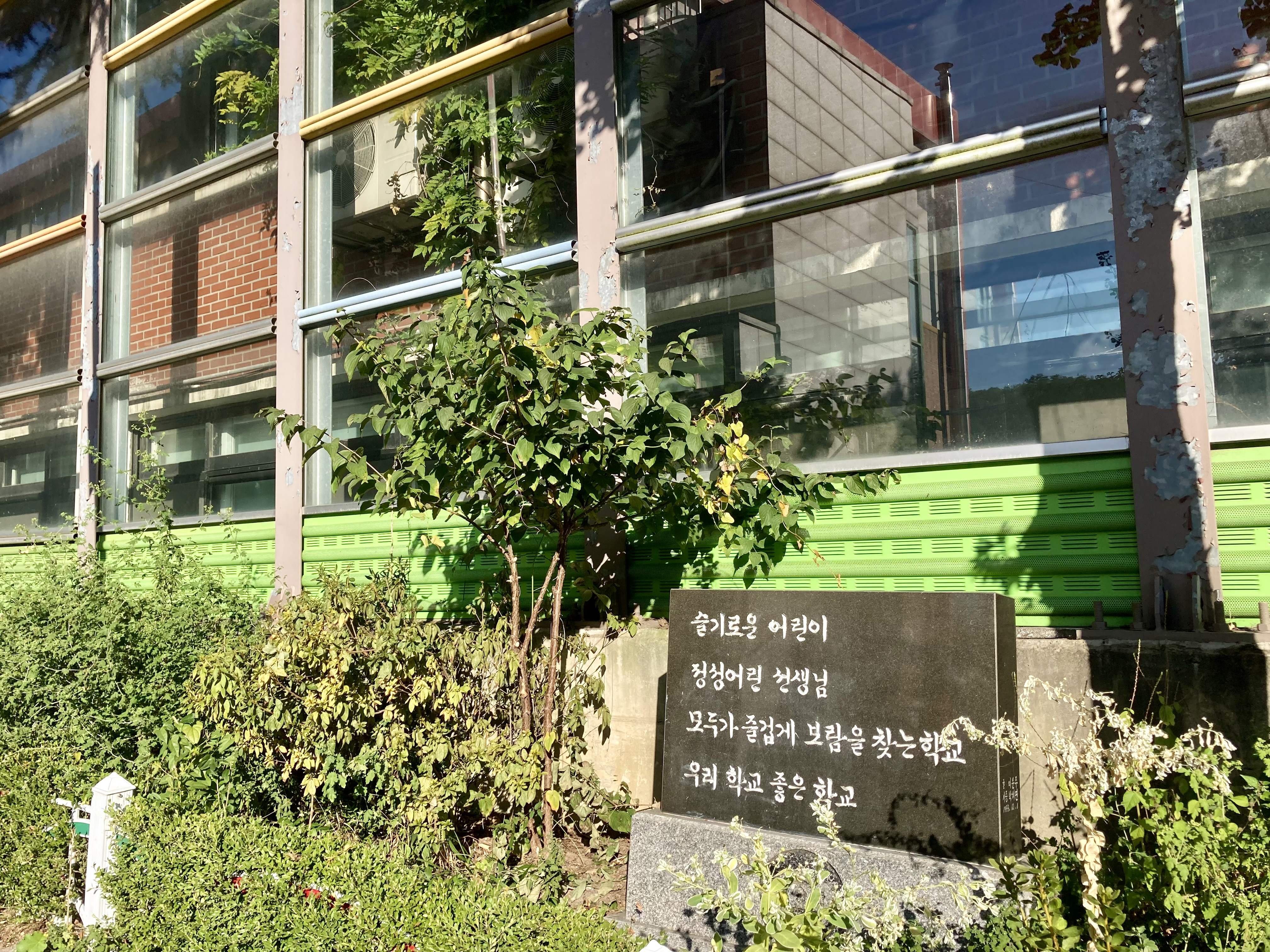
학교 정문 안

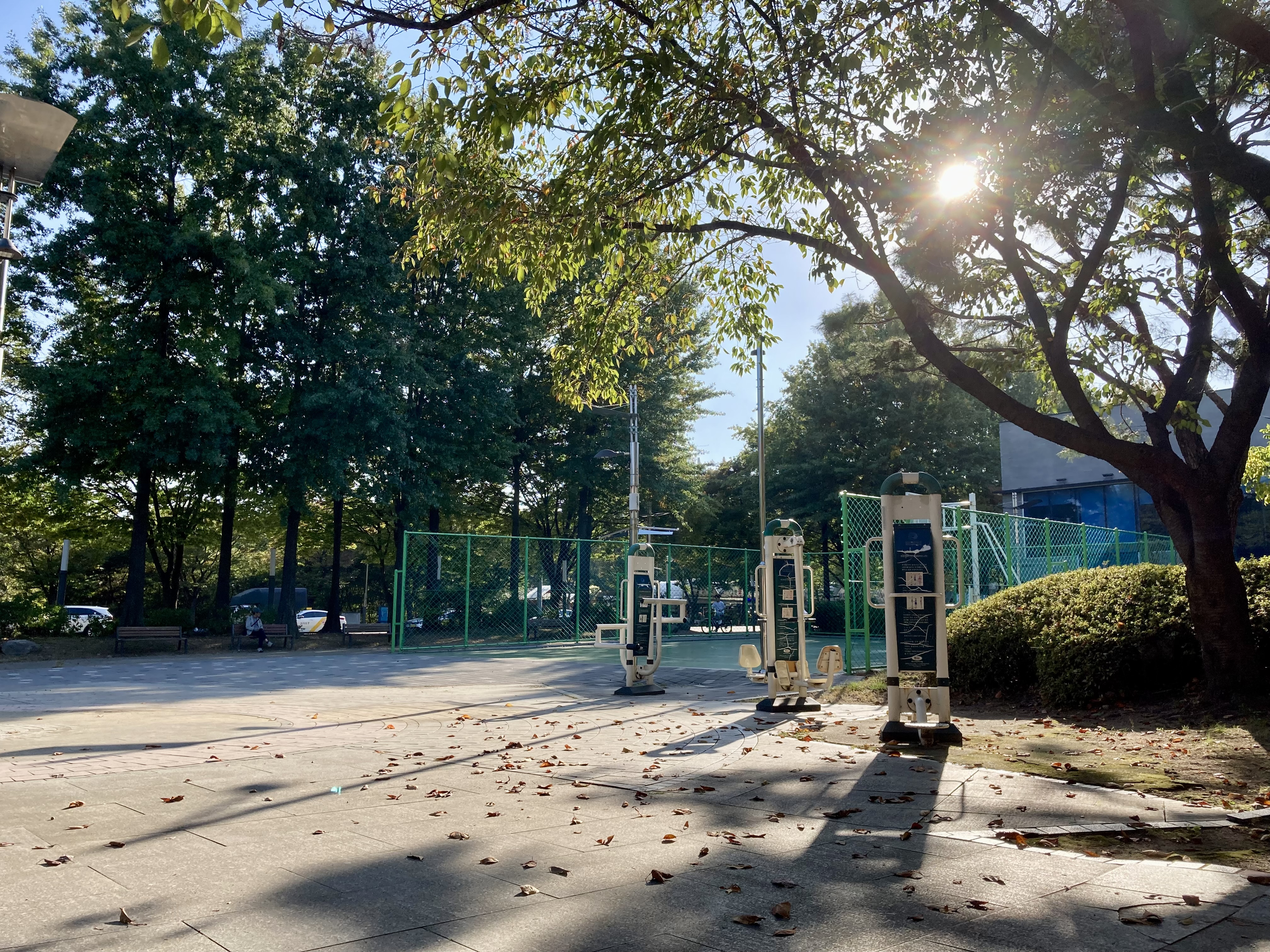
승학초등학교 배경으로 한 영화 챔피언 촬영지(중앙공원)

인천승학초등학교(仁川承鶴初等學校)는 대한민국 인천광역시 미추홀구에 있는 공립 초등학교이다.
스스로의 힘으로 꿈을 가꾸고 미래를 열어가는 창의적인 어린이
- 교표 : 성실, 지혜, 건강
- 교화 : 진달래
- 교목 : 소나무
- 교조 : 학

- 꿈지기 : 배움지기, 미래지기, 건강지기, 재능지기, 마음지기

## 연혁
| 연 월 일      | 연 혁                                                          |
| ------------- | -------------------------------------------------------------- |
| 1992. 03. 01. | 인천승학초등학교 개교 (21학급 편성)                            |
| 2002. 12. 28. | 2002학년도 학교평가 최우수학교 표창                            |
| 2007. 11. 30. | 제6회 인천독서교육대상 수상                                    |
| 2008. 12. 04. | 학교평가 최우수학교 수상                                       |
| 2010. 12. 30. | 인천광역시교육청 100대 교육과정 우수학교표창                   |
| 2012. 12. 03. | 학교평가 최우수학교 표창                                       |
| 2012. 12. 10. | 국가수준학업성취도평가 ‘2년연속 기초학력 미달 제로’ 표창       |
| 2012. 12. 26. | 녹색 성장 탄소 발자국 최우수 교육기관 선정                     |
| 2013. 03. 01. | 교육부 요청 인천광역시 스마트교육 정책추진학교 지정            |
| 2014. 03. 01. | Wee 클래스 구축                                                |
| 2014. 03. 01. | 스마트 교실 구축                                               |
| 2015. 03. 01. | 교육부 지정 디지털교과서 종단연구학교 지정                     |
| 2015. 11. 30. | 교육복지우선지원사업 우수교 선정                               |
| 2015. 12. 19. | 문화재청 문화유산창의체험학교 운영 전국발표대회 은상 수상      |
| 2017. 05. 10. | 학부모운영위원회실 리모델링                                    |
| 2017. 08. 21. | 책상 상판 교체, 도서관리모델링, 학교외벽도장공사 완료          |
| 2017. 09. 06. | 승학 글빛마루 개관식 및 학습준비물실 구축                      |
| 2018. 05. 14. | 초등돌봄교실 리모델링 준공                                     |
| 2018. 09. 28. | 영어체험실 리모델링 준공                                       |
| 2018. 10. 08. | 방송실 디지털화 공사 완료                                      |
| 2018. 12. 20. | 대수선공사 준공                                                |
| 2019. 06. 23. | 스포츠클럽 풋살대회 출전(남자초등부 1위 수상)                  |
| 2019. 11. 08. | 꿈자랑 끼자랑 승학학예발표회                                   |
| 2020. 03. 02. | 2020학년도 경인교육대학교 교육실습 협력학교 운영               |
| 2020. 08. 26. | 코로나19 감염병 대응 급식실 식탁 칸막이 설치                   |
| 2021. 03. 15. | 늘품꿈터 구축                                                  |
| 2021. 04. 26. | 수준별학교스포츠리그 운영교 선정 운영                          |
| 2021. 09. 01. | 2021.9.1.자 공모교장 제10대 김선주교장선생님 취임              |
| 2022. 03. 01. | 2022년~2023년(2년) 초등교육실습협력학교 지정 운영              |
| 2022. 03. 01. | 2022년~2026년(5년) 특색있는 교육과정 자율학교 지정 운영        |
| 2022. 05. 04. | 모두가 함께하는 학생자치실 설치                                |
| 2022. 07. 03. | 2022 남부교육장배 학교스포츠클럽 티볼(남,여) 배드민턴(여) 우승 |
| 2022. 07. 04. | 교장공모제학교 운영 등굣길 놀이마당 설치                       |
| 2022. 09. 24. | 2022 인천교육감배 학교스포츠클럽 티볼(남,여) 배드민턴(여) 우승 |
| 2022. 09. 30. | 강당(체육관) 및 다목적실 환경개선 사업(마루샌딩 및 LED투광 등) |
| 2023. 01. 11. | 제31회 졸업식 (남 39명, 여 46명 총 85명, 전체 6,080명)         |
| 2023. 03. 02. | 2023학년도 책날개 입학식(남 27명, 여 28명 총 55명)             |